# Forum des jeunes croyants
Le Forum des jeunes croyants (arabe : الشباب المؤمن) est une organisation religieuse et  culturelle, d'idéologie zaïdite cofondée en 1992 par Hussein Badreddine al-Houthi et Mohamad Azzane.
Après bien des scissions, une faction a formé le groupe armé des Houthis,,.